# Our Song (GRAPEVINEの曲)
「Our Song」（アワー ソング）は、GRAPEVINEの9枚目のシングルである。2001年1月31日発売。

## 解説
- 前作から約2ヶ月振りのリリース。
- シングルでは2番目に売り上げが多かった曲である。

## 収録曲
1. Our Song (作詞/作曲：田中和将)
PVは地下鉄の車両や線路で撮影された。田中が作曲を手がけた初めてのシングル曲である。
2. 100cc (作詞：田中和将/作曲：西川弘剛)
3. パブロフドッグとハムスター (作詞/作曲：田中和将)